# Еммануїл (театр)
Львівський християнський театр «Еммануїл» — театр у Львові, найперша вистава «Він є сильний Бог» (сценарій та режисура Жанни Горай, музика та звукове оформлення Олега Когута, художнє оформлення Любомира Мартнинюка) відбулася у Львові 15 березня 2001 року. Ця дата й вважається датою народження театру. З того часу, театр «Еммануїл» дає, в середньому, 100 благодійних вистав на рік. Метою театру є поширення загальноприйнятних християнських Істин. Львівський християнський театр «Еммануїл» є зареєстрований, як міська громадська благодійна організація, діє за позаконфесійними принципами.
До акторського складу Львівського християнського театру «Еммануїл» входить близько 50 волонтерів-людей різного віку і занять: актори-дошкільнята, є і люди пенсійного віку. Репетиції та поїздки здійснюються у вільний від основних занять час. Нерідко члени колективу самостійно фінансують власні проекти.

## Історія
Від свого народження Львівський християнський театр «Еммануїл» почав мандрувати. Глядачами театру найчастіше ставали люди, що знаходились у екстремальних життєвих обставинах: пацієнти найрізноманітніших медичних закладів,- у тому числі,- психіатричних лікарень та пансіонатів, вихованці сиротинців та шкіл-інтернатів, УТОГ та УТОС, соціальні заклади різного профілювання, військовослужбовці всіх родів військ.
На третьому році свого існування театр «Еммануїл» почали називати «військовим театром». Акторам-волонтерам нерідко довелось ночувати у армійських казармах та їсти солдатську кашу.
У 2004 році «Еммануїл» вперше дав виставу у Львівській ВК-30. З того часу розпочалась одна з найважливіших сторінок життєпису театру. Львівський християнський театр, за сприяння Українського Державного Департаменту пенітенціарної служби та Управлінь ДДПС всіх, без винятку, областей України неодноразово відвідав понад 130 виправних закладів. Театр виступав не лише перед засудженими, але й перед пенітенціарними працівниками та їх родинами. Двічі було проведено успішний експеримент: у Львівській ВК-48 відбулась постановка вистав, де жіночі ролі виконувались акторками театру «Еммануїл», а чоловічі ролі дістались засудженим, що відбували покарання у вищезазначеній ВК-48.
За рекомендацією Львівського обласного Управління пенітенціарної служби, «Еммануїл» почав працювати у карних закладах Польщі, де наші вистави йдуть польською мовою. Станом на початок 2015 року театр неодноразово відвідав понад 15 карних закладів у Польщі. Укладено Угоди про співпрацю з Інспекторатами В'язничної Служби у Варшаві, Ряшеві, Любліні.
"Тюремний театр «Еммануїл» має кількалітню співпрацю таккож із пенітенціарними закладами Литви та Латвії, де вистави йдуть російською мовою. У 2010 році театр «Еммануїл» вперше успішно виступав у Посольстві України в Фінляндії. Було запрезентовано дитячу виставу-мюзикл «Про Лію, Яїра доньку» та драму для дорослої глядацької аудиторії «Нетутешній».
З того часу глядачами вистав Львівського християнського театру стали також працівники та їхні родини із Посольств України у Республіці Польща, Королівстві Данія, Румунії, а також «Еммануїл» виступав перед українськими спільнотами Естонії, Німеччини, Королівства Швеції.
Виступав театр у Білорусі, Литві, Латвії, Росії, Чехії, Австрії.

## Репертуар
Наразі у репертуарі театру «Еммануїл» є такі вистави:
- Нетутешній
- Понад шляхом моїм-Небеса
- На третій день
- Крізь терни
- Вгору сходами, котрі ведуть донизу
- Понтій Пилат
- Одна доба часів останніх
- Різдвяний подарунок для Агатки
- YOUTUBE відео

## Гастролі та фестивалі
Починаючи від своєї першої річниці, Львівський християнський театр «Еммануїл» ініціює та проводить Фестиваль християнського мистецтва "Весняна Повінь".
Метою Фестивалю є об'єднання християнських митців, обмін досвідом та вироблення спільної стратегії у поширенні Доброї Звістки про Спасителя «аж до краю землі».
За роки існування Фестивалю, активну участь у ньому взяли сотні виконавців: хорів, оркестрів, вокалістів, танцюристів, театрів, літераторів, театрів, циркових колективів. Це були представники всіх, без винятку, християнських деномінацій, що діють в Україні. Залучені до участі були й Театр імені Лесі Українки та Перший український театр для дітей та юнацтва.

## Подяки та нагороди
Львівський християнський театр «Еммануїл» має понад сотню Похвальних Грамот, Дипломів та Подяк від найрізноманітніших силових структур та Управлінь Державного Департаменту пенітенціарної служби України.
- Відзнаки від Львівського УТОГ-у.
- Подяки, підписані Послом України у Республіці Польща.
- Подяки від Посольств України у Королівстві Данія та у Румунії.